# Malegno
Malegno är en ort och kommun i provinsen Brescia i regionen Lombardiet i Italien. Kommunen hade 1 993 invånare (2018).